# Merve Erbektaş
Merve Erbektaş (* 15. April 1996 in Sivas, geborene Merve Durdu) ist eine türkische Handballspielerin. Sie gehört sowohl der Nationalmannschaft im Hallen- wie auch im Beachhandball an. Sie spielt auf der Torhüterinnen-Position.

## Hallenhandball
Merve Erbektaş begann ihre Karriere beim türkischen Erstligisten Üsküdar B.S.K. Derneği und wechselte danach zu Muratpaşa Belediyesi SK. 2018 wurde sie mit dem Verein Meisterin, 2019 Vizemeisterin. 2020 wechselte sie innerhalb der Liga zum Spitzenclub Kastamonu Belediyesi GSK, der 2019 vor Muratpaşa Meister wurde. Nach dem Wechsel gewann sie den türkischen Supercup mit ihrem neuen gegen ihren alten Verein. Mit ihren Vereinen nahm sie mehrfach an Europapokalwettbewerben teil. 2013/14 erreichte sie mit Üsküdar im Europapokal der Pokalsieger die zweite Runde. 2018/19 scheiterte Erbektaş mit Muratpaşa in der Qualifikationsphase zur EHF Champions League und spielte daraufhin im EHF-Pokal der Frauen 2018/19. Dort scheiterte sie mit ihrer Mannschaft in der zweiten Runde an H 65 Höör aus Schweden. 2020/21 spielte sie mit Kastamonu in der erstmals ausgetragenen EHF European League. Nach einem knapp gewonnenen Hinspiel gegen die stärker einzuschätzenden Debreceni Vasutas SC aus Ungarn kam dennoch Kastamonu weiter, da es aufgrund der COVID-19-Pandemie kein Rückspiel in Ungarn gab. Somit erreichte die Mannschaft die Gruppenphase, schied dort aber trotz zweier Siege in sechs Gruppenspielen als Letzte ihrer Gruppe aus. Im Sommer 2024 wechselte sie zum rumänischen Erstligisten CSM Slatina.
Erbektaş durchlief mehrere U-Nationalmannschaften der Türkei. So nahm sie an der U17-Balkanmeisterschaft 2013 teil und wurde dort zur besten Spielerin des Turniers gewählt. Es folgte die Qualifikation zur U-20-Handball-Weltmeisterschaft der Frauen 2014 in Olmütz, scheiterte mit der Türkei aber als Gruppendritte in der Qualifikationsphase. Seit 2016 spielt sie für die A-Nationalmannschaft. Mit dieser scheiterte sie an der Qualifikation zur Weltmeisterschaften 2017. Bei den vierten Islamic Solidarity Games 2017 in Baku gewann sie nach einer Finalniederlage gegen Aserbaidschan mit der Türkei die Silbermedaille. Bei den Mittelmeerspielen 2018 in Tarragona belegte Erbektaş mit der türkischen Mannschaft nach einem Sieg über Italien im Platzierungsspiel den fünften Platz. 2019 scheiterte sie mit ihrer Mannschaft erneut an der Qualifikation zu den Weltmeisterschaften, ebenso wie ein Jahr später an der Qualifikation zu den Europameisterschaften. Mit der Türkei belegte sie den fünften Platz bei den Mittelmeerspielen 2022.

## Beachhandball
Im Beachhandball gehörte Erbektaş den türkischen Nationalmannschaften der weiblichen Jugend (U16–U18) sowie der Juniorinnen (U19) an. 2012 (U18) konnte die Türkei mit Erbektaş im Tor einen ihrer größten Erfolge im Beachhandball erreichen und bis in das Finale vordringen, wo man sich erst der Übermannschaft der Zeit, Ungarn, geschlagen geben musste, die man in der Hauptrunde sogar noch geschlagen hatte. Erbektaş bestritt alle acht möglichen Spiele und erzielte dabei zwei Punkte. 2013 (U19) konnte Erbektaş mit ihrer Mannschaft erneut das Halbfinale erreichen, unterlag dort aber Dänemark. Im Spiel um die Bronzemedaille konnte die russische Auswahl besiegt werden. Erbektaş spielte wieder alle acht möglichen Partien. Auch 2014 (U18) erreichte Erbektaş mit der türkischen Nachwuchs-Nationalmannschaft das Halbfinale der kontinentalen Titelkämpfe, scheiterte dort aber dort ebenso an Russland wie im Spiel um die Bronzemedaille an Spanien. Damit blieb Erbektaş, die in allen sechs möglichen Spielen vier Punkte erzielte, erstmals ohne Medaille. 2015 scheiterte die türkische Mannschaft um einen Rang hinter der deutschen Auswahl an der Qualifikation für das Halbfinale und wurde in der Endabrechnung Fünfte. Erbektaş kam in diesem Turnier als Feldspielerin zum Einsatz und erzielte einmal mehr in allen sechs Spielen zum Einsatz gekommen 28 Punkte. Im Spiel gegen die Slowakei war sie mit zehn erzielten Punkten nach Elif Sıla Aydın zweitbeste türkische Scorerin.

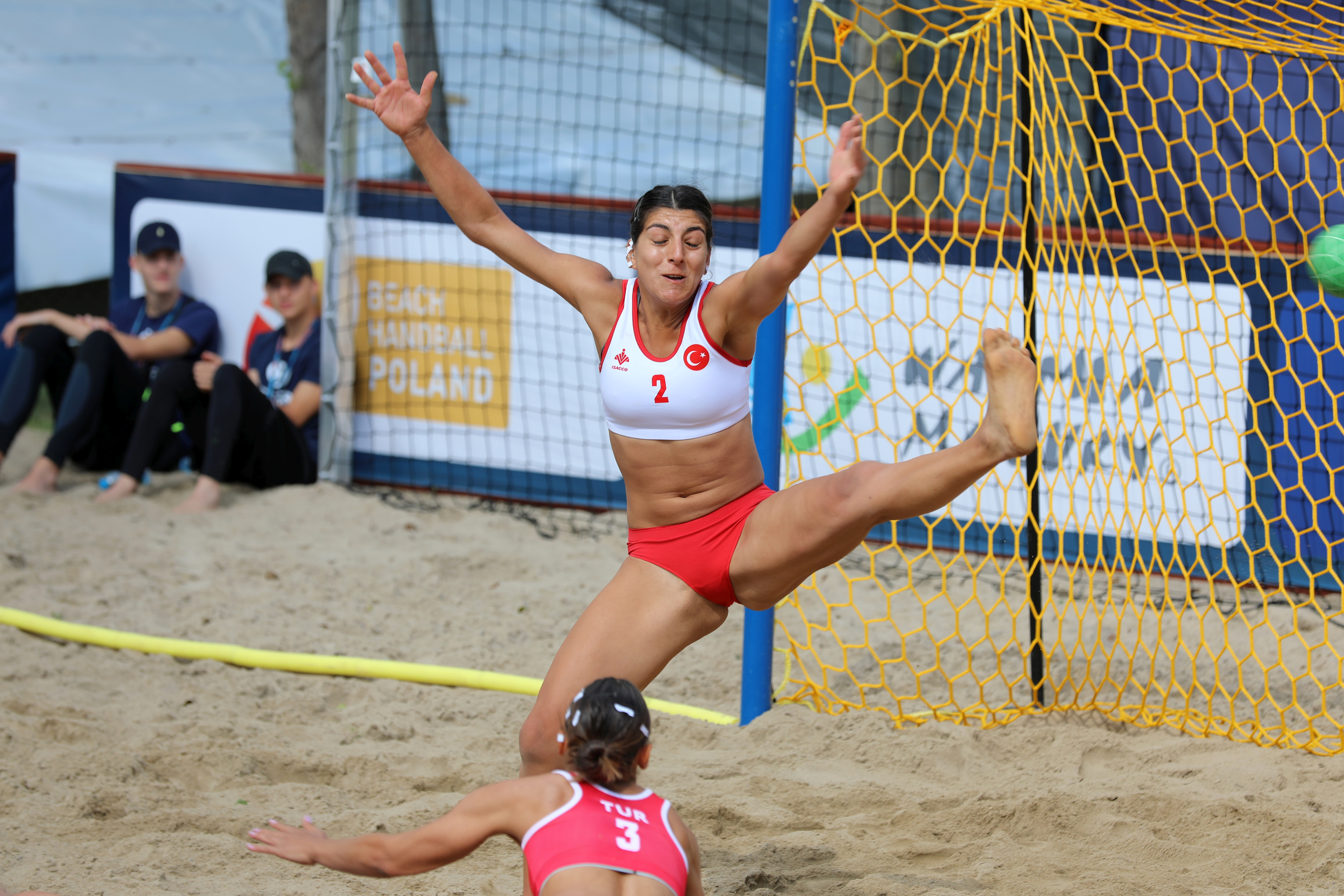
Erbektaş wehrt im Vorrundenspiel der EM 2019 gegen Norwegen einen Ball ab

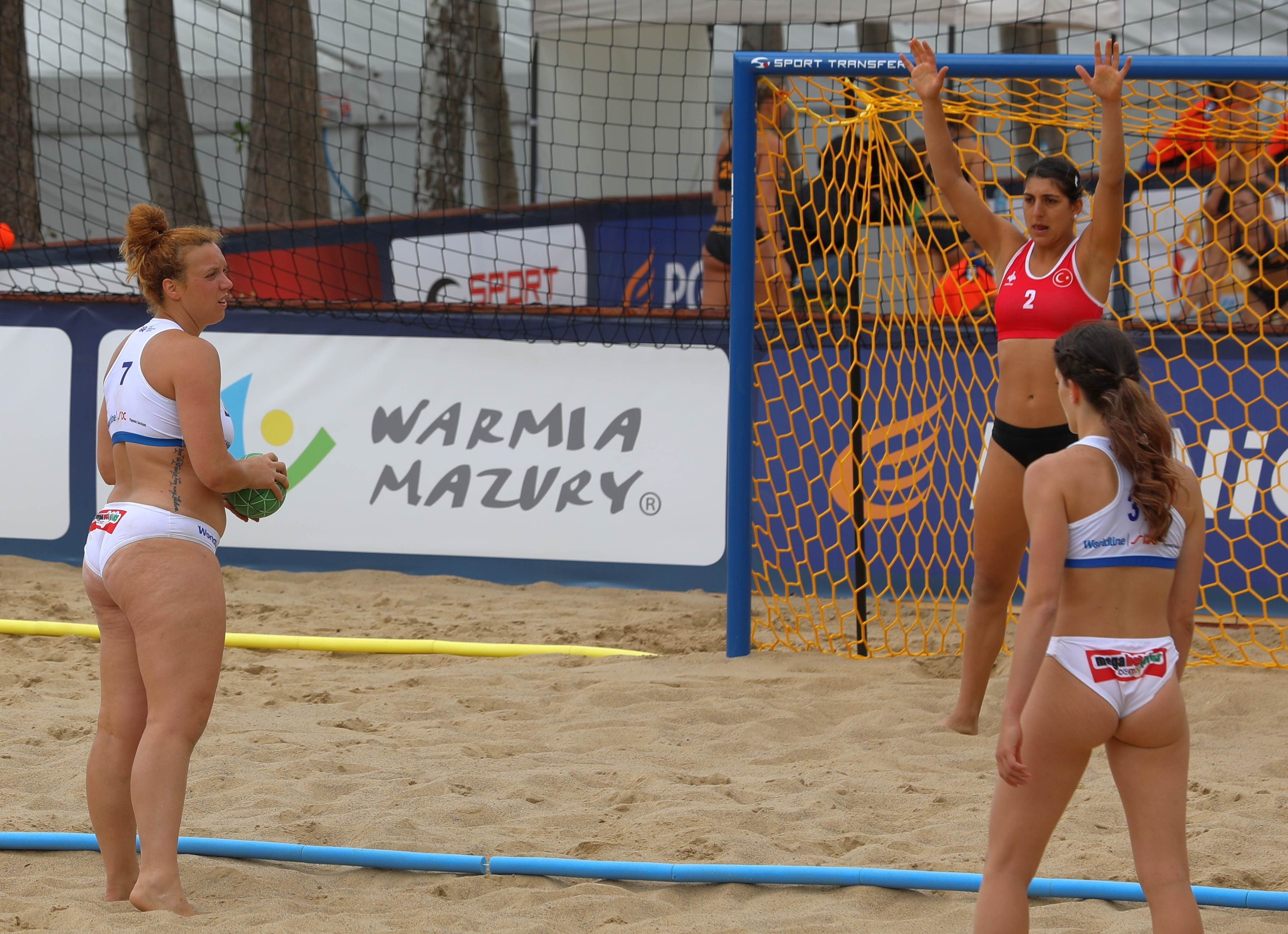
Erbektaş in Erwartung eines Strafwurfs durch Magdalini Papa im Trostrundenspiel der EM 2019 gegen Zypern; rechts Vaso Ioannou

Mit der A-Nationalmannschaft nahm Erbektaş erstmals 2019 in Stare Jabłonki an den Europameisterschaften teil. Nachdem  die Türkei in ihrer Vorrunde nur gegen Rumänien gewonnen hatte, spielte die Mannschaft anschließend in der Trostrunde. Von dort ging die Mannschaft ungeschlagen in die Platzierungsspiele. Nach einem Sieg gegen Italien und einer Niederlage gegen Russland gewann die Türkei das abschließende Spiel um den elften Platz gegen die polnischen Gastgeberinnen. Erbektaş wurde in allen zehn Spiele eingesetzt und erzielte acht Punkte. Allein sechs der Punkte erzielte sie im Trostrundenspiel gegen die Außenseiterinnen aus Nordmazedonien und war damit hinter Neslihan Çalışkan zweitbeste Werferin der türkischen Mannschaft.

## Einzelbelege
1. ↑  ehf: 2024 Euro Women's Official Squad Lists, abgerufen am 21. November 2024
2. ↑  kastamonugundemgazetesi.com: Merve Durdu hayatını Okan Erbektaş ile birleştirdi, abgerufen am 14. August 2024
3. ↑  Sporx: Kastamonu Belediyespor, Merve Durdu'yu transfer etti. 24. Juni 2020, abgerufen am 15. April 2021 (türkisch).; Hentbolhaber Net : Türkiye`nin En Güncel Hentbol Haber Sitesi: Merve Durdu, Kastamonu Belediyesi GSK'da. In: HentbolHaber.Net. 24. Juni 2020, abgerufen am 15. April 2021.
4. ↑  Kastamonu, Kadınlar Süper Kupa'nın sahibi. Abgerufen am 15. April 2021.
5. ↑  hentbolhaber.net: Merve Erbektaş, Romanya'da Forma Giyecek!, abgerufen am 14. August 2024
6. ↑  Hentbolhaber Net : Türkiye`nin En Güncel Hentbol Haber Sitesi: Balkan Şampiyonası'nın En İyisi. In: HentbolHaber.Net. 9. September 2013, abgerufen am 15. April 2021.
7. ↑  European Handball Federation - 2014 Women's World Championship U20 / Qualification Tournaments. Abgerufen am 15. April 2021 (englisch).
8. ↑  European Handball Federation - 2016 Women's World Championship U20 / Qualification - Europe. Abgerufen am 15. April 2021 (englisch).
9. ↑  Hentbolhaber Net : Türkiye`nin En Güncel Hentbol Haber Sitesi: Serdar Eler, Milli Takım Aday Kadro listesini açıkladı. In: HentbolHaber.Net. 17. Februar 2017, abgerufen am 8. Februar 2021.
10. ↑  Tarragona 2018 INFO. Abgerufen am 15. April 2021.
11. ↑  European Handball Federation - 2019 Women's World Championship / Qualification Europe Phase1. Abgerufen am 15. April 2021 (englisch).
12. ↑  European Handball Federation - 2020 Women's EHF EURO / Women's EHF EURO 2020 Q Phase 2. Abgerufen am 15. April 2021 (englisch).
13. ↑  thf.org.tr: A Milli Kadın Hentbol Takımımız, Tunus'u yenerek Akdeniz Oyunları'nda 5'inci oldu, abgerufen am 8. Juli 2023
14. ↑  European Handball Federation - 2012 Women's ECh Beach Handball 18 / Final Tournament. Abgerufen am 15. April 2021 (englisch).
15. ↑  European Handball Federation - 2013 Women's ECh Beach Handball 19 / Final Tournament. Abgerufen am 15. April 2021 (englisch).
16. ↑  European Handball Federation - 2014 Women's ECh Beach Handball 18 / Final Tournament. Abgerufen am 15. April 2021 (englisch).
17. ↑  European Handball Federation - 2015 Women's ECh Beach Handball 19 / Final Tournament. Abgerufen am 15. April 2021 (englisch).
18. ↑  European Handball Federation - 2019 Women's ECh Beach Handball / Final Tournament. Abgerufen am 8. Februar 2021 (englisch).

| Personendaten    | Personendaten                                  |
| ---------------- | ---------------------------------------------- |
| NAME             | Erbektaş, Merve                                |
| ALTERNATIVNAMEN  | Durdu, Merve (Geburtsname)                     |
| KURZBESCHREIBUNG | türkische Handball- und Beachhandballspielerin |
| GEBURTSDATUM     | 15. April 1996                                 |
| GEBURTSORT       | Sivas, Türkei                                  |